# Hochheim am Main
Hochheim am Main è una città tedesca di 18 538 abitanti situata nel land dell'Assia.